# Palazzo Sanguinetti

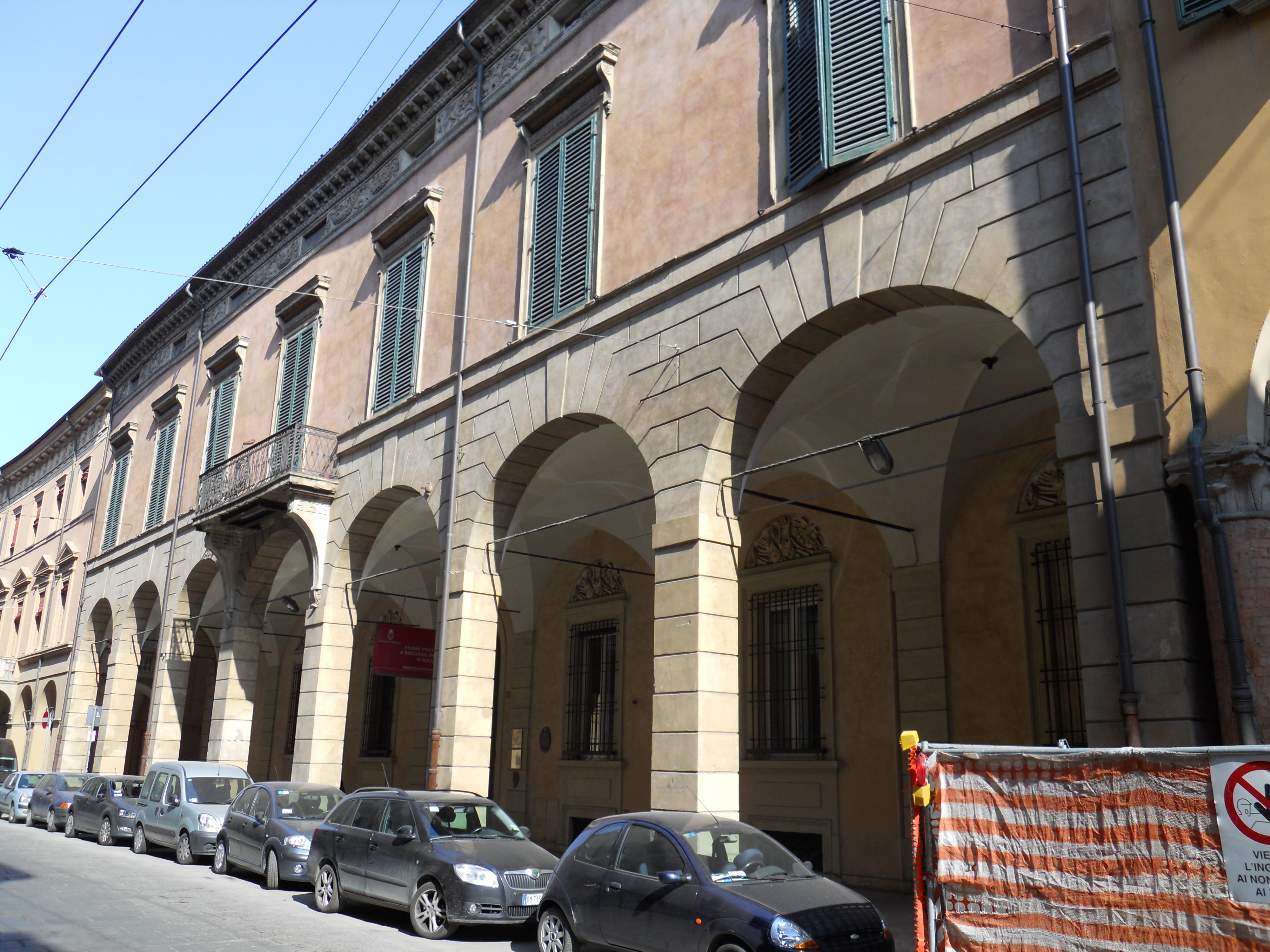
Vorhalle des Palazzo Sanguinetti zur Strada Maggiore hin

Palazzo Sanguinetti (auch Palazzo Aldini-Sanguinetti genannt) ist ein Palast im historischen Zentrum von Bologna in der italienischen Region Emilia-Romagna. Er liegt in der Strada Maggiore 34 und beherbergt seit 2004 das Museo internazionale e biblioteca della musica (dt.: Internationales Museum und Bibliothek der Musik).

## Geschichte
Der ursprüngliche Kern des Palastes stammt vom Anfang des 16. Jahrhunderts. Damals gehörte das Anwesen der Familie Loiani.
1569 wurde das Gebäude an die Brüder Ercole und Giulio Riario verkauft, Angehörige des Bologneser Zweiges einer Familie aus Savona, die mit den Della Rovere verbunden ist. Nachdem der Senator Ercole Riario die angrenzenden Grundstücke und Gebäude erworben hatte, ließ er das Anwesen nach der Mode der damaligen Zeit umbauen und erweitern: Die einzelnen Bauten  wurden in einer einheitlichen Struktur zusammengefasst und vermutlich wurde damals auch das prunkvolle Treppenhaus angelegt, das das Gebäude bis heute prägt.

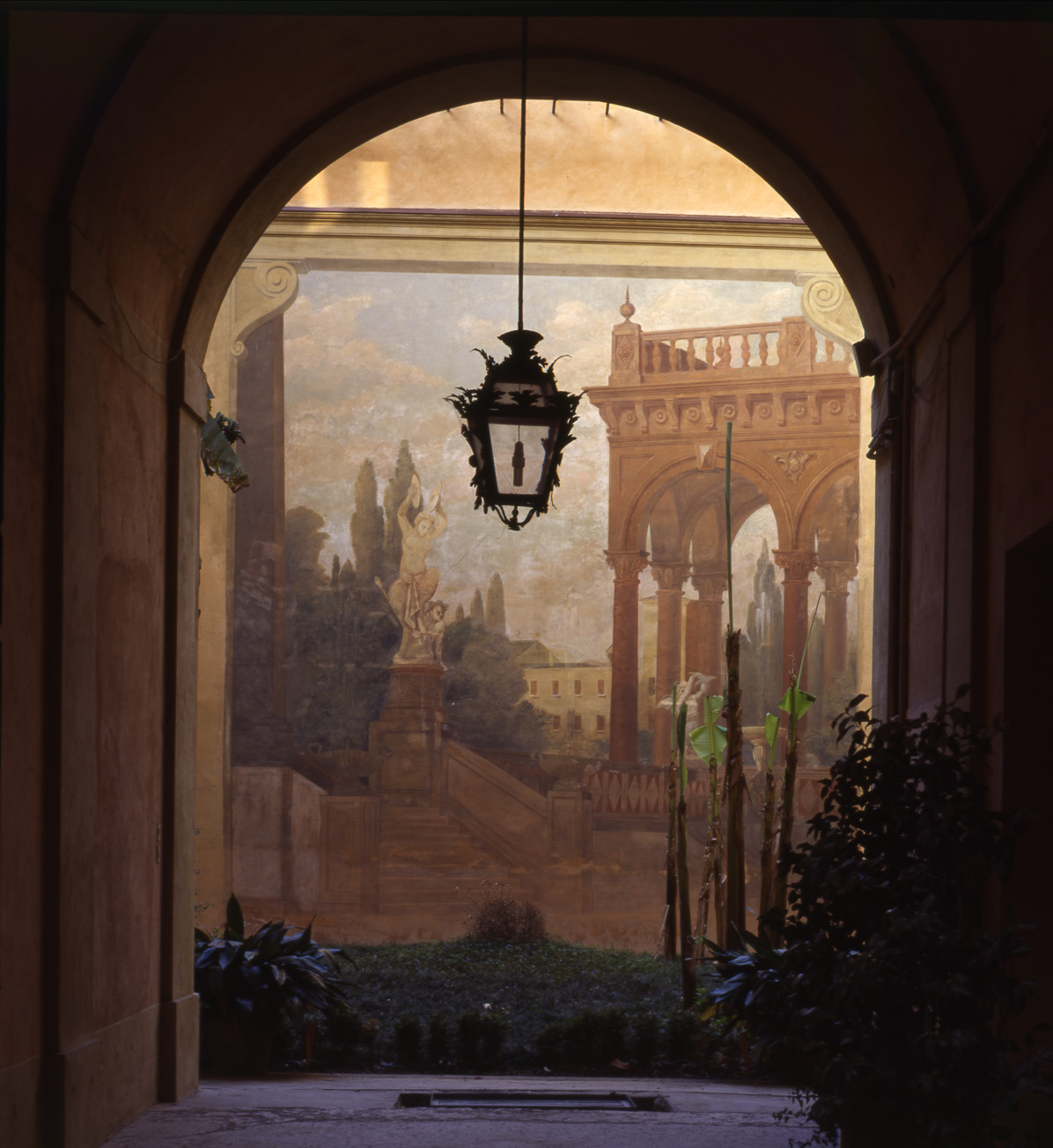
Im Hof: Optische Täuschung einer Landschaft, von Luigi Busatti

Am 2. März 1796 vergab der Markgraf Raffaello Riario Sforza den Palast in Erbpacht an den Grafen Antonio Aldini, der den Architekten Giovanni Battista Martinetti (1774–1830) beauftragte, ihn zu modernisieren, wobei er auch mit einem Teil des Nachbarhauses mit dem Geschlechterturm, der einst den Oseletti gehört hatte, verbunden wurde. Man entschloss sich später, den großen Salon aus dem 16. Jahrhundert, der mit den zwei größeren Sälen, dem Vestibulum  oder Saal der Jungfrau und dem Festsaal, in Verbindung stand, in zwei Räume zu teilen und deren Decken abzusenken. Aus der Zeit dieses Umbaus stammen die hauptsächlichen Dekorationen, die von den bekanntesten Künstlern ihrer Zeit geschaffen wurden: Pelagio Palagi, Serafino Barozzi, Vincenzo Martinelli und Antonio Basoli.
Nach dem Sturz Napoleons und dem wirtschaftlichen Ruin Aldinis wurde der Palast an den kubanischen Adligen Diego Peñalverd verkauft, der noch Mitglied der napoleonischen Regierung war. Nach dessen Tod 1832 fiel der Palast an den Tenor Domenico Donzelli, der weitere Umbauten und Erweiterungen unternahm. Donzelli beherbergte im Palast auch Gioacchino Rossini, als dessen in der Nachbarschaft gelegenes Wohnhaus sich im Umbau befand.
1870 kaufte die Familie Sanguinetti den Palast; auf sie gehen die letzten Dekorationen in dem Teil des Gebäudes zurück, in dem sich die Bibliothek befindet. 1986 stiftete die letzte Erbin der Familie Sanguinetti, Eleonora, den größten Teil des Gebäudes der Stadt Bologna, damit diese dort ein Musikmuseum und eine Bibliothek zur Erinnerung an ihren Vater, Guido Sanguinetti, errichte. Diese wurden nach einer Reihe von Restaurierungen 2004 realisiert.